# Igreja de Santo Ildefonso
A Igreja de Santo Ildefonso está localizada na Praça da Batalha, na freguesia atual de Cedofeita, Santo Ildefonso, Sé, Miragaia, São Nicolau e Vitória, no centro da cidade do Porto, em Portugal.
A igreja foi reconstruída a partir de 1730, por se encontrar em ruínas a primeira igreja, e ficou concluída em 1739, sendo dedicada a Santo Ildefonso de Toledo.
A fachada é composta por duas torres sineiras com dentilhões nas cornijas, rematadas em cada face por esferas e frontões de fantasia. Por cima do entablamento ergue-se o nicho do padroeiro. Guarnecem as paredes azulejos de Jorge Colaço (1932), com cenas da vida de Santo Ildefonso e alegorias da Eucaristia.
A nave é de tipo poligonal em estilo proto-barroco, com tecto em madeira e estuques ornamentais repetidos nas paredes. Os altares laterais são obras neo-clássicas e os colaterais são de talha rococó. O retábulo em talha barroca é rococó da segunda metade do século XVIII. De estilo protobarroco, apresenta um retábulo do artista italiano Nicolau Nasoni e uma fachada de azulejos de 1932. A igreja recebeu o nome em homenagem ao visigodo Ildefonso de Toledo, bispo de Toledo de 657 até sua morte em 667.
A Igreja de Santo Ildefonso está classificada como Imóvel de Interesse Público desde 1977.

## História
Antes da construção da igreja de Santo Ildefonso, uma capela, conhecida como Santo Alifon, ficava no local. A data da sua construção é desconhecida, mas vários textos antigos mencionam a sua existência. A referência mais antiga conhecida sobre o local e da capela original está numa obra de um bispo do Porto, Vicente Mendes, datada de 1296.
A antiga capela, em perigo de ruir, foi demolida em 1709 e a construção da nova igreja começou naquele ano. O edifício levou trinta anos para ser concluído, finalmente inaugurado e abençoado em 18 de julho de 1739. A primeira fase da construção foi concluída em 1730, quando o corpo principal foi concluído e o tímpano, colocado com a data M DCC XXX (1730). A segunda fase da construção, de 1730 a 1739, viu erigir as duas torres sineiras, e finalizados a fachada e o nártex.
O arquitecto da Igreja de Santo Ildefonso é desconhecido, embora existam registos que dão os nomes dos carpinteiros, pedreiros e serralheiros que trabalharam na construção.
Extensivamente reparada após uma forte tempestade em 1819, a igreja também sofreu danos por fogo de artilharia em 21 de julho de 1833 durante o Cerco do Porto. Ao longo dos anos, a igreja passou por modificações e melhorias estruturais, incluindo a substituição de vitrais em 1967. Os novos foram criados pelo artista Isolino Vaz.
Durante as obras de renovação do nártex, área que corresponde ao adro da capela original, em 1996, foram descobertas dezanove sepulturas.